# McKenzie Adams
McKenzie Adams (* 13. Februar 1992 in Schertz, Texas) ist eine US-amerikanische Volleyballspielerin. Die Außenangreiferin spielte in der deutschen Bundesliga für die Ladies in Black Aachen und den SSC Palmberg Schwerin, mit dem sie 2019 den DVV-Pokal gewann. Mit Imoco Volley Conegliano gewann sie 2021 die italienische Meisterschaft und die Champions League. In der Saison 2021/22 spielt sie für den türkischen Erstligisten Eczacıbaşı Istanbul.

## Karriere
Adams begann im Alter von acht Jahren nach dem Vorbild ihrer Schwester mit dem Volleyball und spielte in der Steele High School. Zu Beginn ihrer Karriere war sie auch im Basketball aktiv. 2009 erhielt sie ein Stipendium für die University of Virginia. Ab 2011 studierte sie an der University of Texas at San Antonio, wo sie im Team der Roadrunners spielte. 2015 ging die Außenangreiferin zum puerto-ricanischen Verein Indias de Mayagüez. Mit Mayagüez wurde sie 2016 Vizemeisterin, wobei sie die zweitmeisten Punkte erzielte. Anschließend wurde Adams vom deutschen Bundesligisten Ladies in Black Aachen verpflichtet. Mit dem Verein erreichte sie in der Saison 2016/17 jeweils das Viertelfinale in den Bundesliga-Playoffs und im DVV-Pokal 2016/17. In der folgenden Saison war sie Kapitänin der Mannschaft und erreichte mit Aachen das Playoff-Halbfinale. Sie wurde Aachens beste Scorerin der Hauptrunde und belegte in dieser Wertung den vierten Rang in der Liga. Anschließend wechselte sie zum deutschen Meister SSC Palmberg Schwerin. Mit Schwerin gewann sie in der Saison 2018/19 den VBL-Supercup und den DVV-Pokal. Außerdem wurde sie deutsche Vizemeisterin. Im DVV-Pokal 2019/20 kam sie mit dem Verein ins Halbfinale. Als die Bundesliga-Saison kurz vor den Playoffs abgebrochen wurde, stand Schwerin auf dem ersten Tabellenplatz. In der Saison 2020/21 spielte Adams beim italienischen Erstligisten Imoco Volley Conegliano, mit dem sie die italienische Meisterschaft, den italienischen Pokal und die Champions League gewann. In der Saison 2021/22 spielt sie für den türkischen Erstligisten Eczacıbaşı Istanbul.